# أحجية الصور المقطوعة

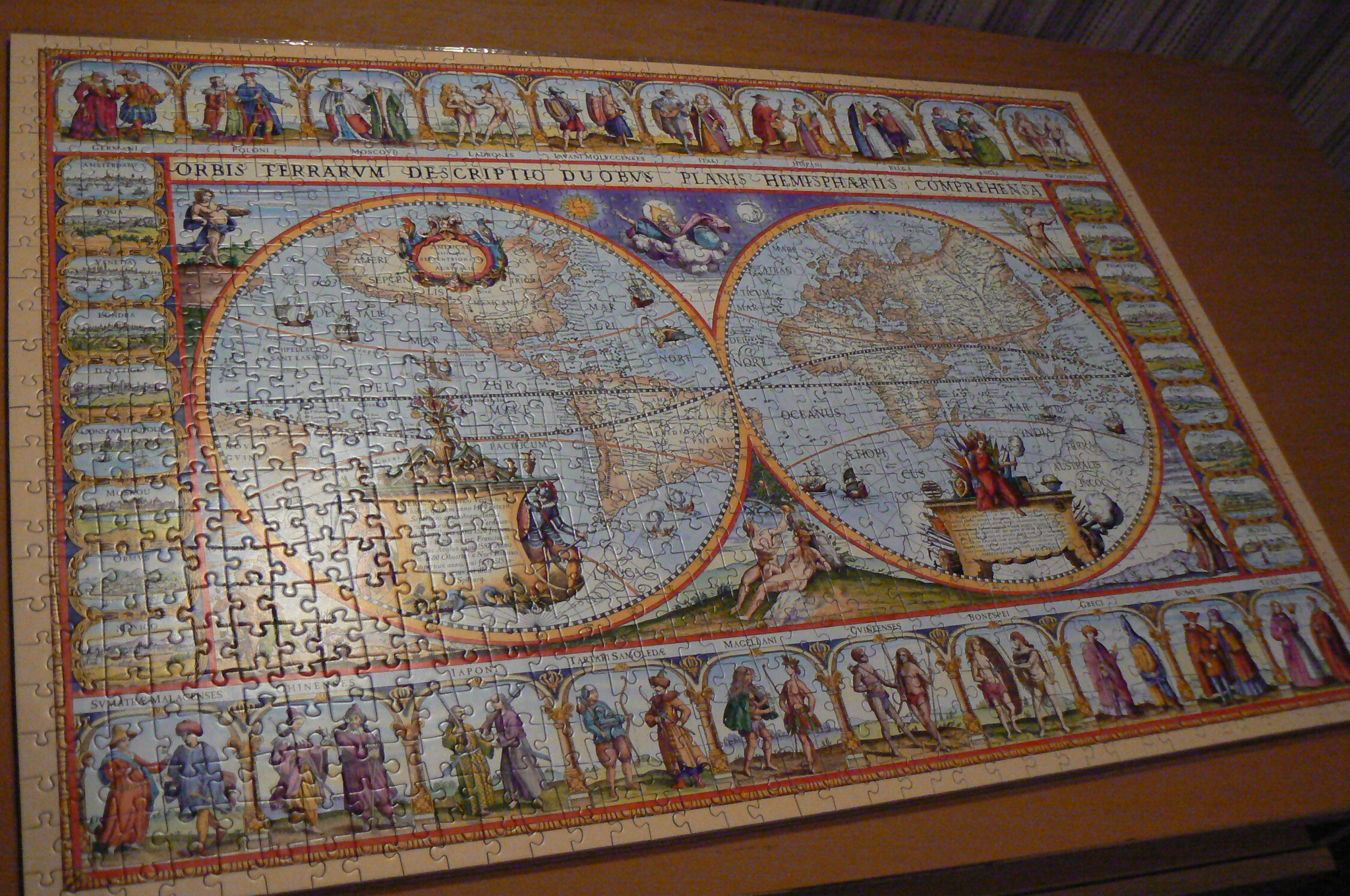
أحجية صور مقطوعة لخريطة تاريخية من عام 1639

أحجية الصور المقطوعة (بالإنجليزية: Jigsaw puzzle)‏ هي أحجية تركيبية تتطلب تركيب عدد كبير من القطع الصغيرة من أجل تشكيل صورة كبيرة، غالباً لاتحوي أي فراغات.

## التعريف
تعتبر أحجية الصور المقطوعة من الألعاب الذهنية والتي تعتمد على التركيز لفترات طويلة والدقة في الفصل بين الألوان، وتسمى كذلك بالأحجية الصينية.

## الوصف
تأتي لعبة أحجية الصور المقطوعة في شكل قطع متباينة منفصلة ومعها صورة يتم تجميع القطع للحصول على الشكل النهائي للصورة. كانت لعبة أحجية الصور المقطوعة تصنع من الورق والكرتون المقوى قديمًا، أما الآن فمن الممكن لعبها بالحاسوب أو على الشابكة بالإضافة إلى الورق والكرتون أيضاً.

## فائدتها
تساعد الإنسان على التحلي بالصبر فقد يجلس الشخص لساعات طويلة لتكوين الشكل النهائي وقوة التركيز.